# Balkanopetalum rhodopinum
Balkanopetalum rhodopinum är en mångfotingart som beskrevs av Karl Wilhelm Verhoeff 1937. Balkanopetalum rhodopinum ingår i släktet Balkanopetalum och familjen Schizopetalidae. Inga underarter finns listade i Catalogue of Life.